# Зарічне (Ардатовський район)
Зарічне (рос. Заречное) — село в Росії у складі Ардатовського району Нижньогородської області. Входить до складу Стексовської сільської ради.

## Історія
У 1961 році указом Президії Верховної Ради РРФСР села Великі та Малі Серякуши, що фактично злилися у єдиний населений пункт, були об'єднані в село Зарічне.

## Населення
| 1999 | 2002 | 2010 |
| ---- | ---- | ---- |
| 153  | ↘109 | ↘36  |